# Сисидо (княжество)
Княжество Сисидо (яп. 宍戸藩 Сисидо-хан) — феодальное княжество (хан) в Японии периода Эдо (1602—1871). Сисидо-хан располагался в провинции Хитати региона Токайдо на острове Хонсю (современная префектура Ибараки).
Дочернее княжество (яп. 支藩) Мито-хана.

## Краткая история
Административный центр княжества: замок Сисидо в провинции Хитати.
Доход хана:
- 1602—1645 годы — 50 000 коку риса
- 1682—1871 годы — 10 000 коку

Княжество Сисидо было создано в 1602 году. Его первым правителем стал Акита Санэсуэ (1576—1660), вассал Токугава Иэясу. Он получил во владение феод Сисидо (провинция Хитати) с доходом 50 000 коку. В 1630 году Акита Санэсуэ был лишен домена и отправлен в ссылку в провинцию Исэ. В 1631—1645 годах в Сисидо-хане правил его старший сын Акита Тосисуэ (1598—1649). В 1649 году он был переведен в Михару-хан (провинция Муцу) с доходом 50 000 коку.
В 1645—1682 годах Сисидо-хан находился под прямым управлением сёгуната Токугава. В 1682 году княжество получил во владение Мацудайра Ёрикацу (1630—1697). Его потомки управляли доменом до 1871 года.
В 1864—1868 годах Сисидо-хан вторично находился под прямым управлением сёгуната Токугава. Сисидо-хан был ликвидирован в 1871 году.

## Правители княжества
- Род Акита, 1602—1645 (тодзама-даймё)

| № | Имя           | Имя       | Годы правления | Годы жизни  | Примечания                           |
| - | ------------- | --------- | -------------- | ----------- | ------------------------------------ |
| 1 | Акита Санэсуэ | 秋田 実季 | 1602 — 1630    | 1576 — 1660 | Второй сын Андо Тикасуэ              |
| 2 | Акита Тосисуэ | 秋田俊季  | 1631 — 1645    | 1598 — 1649 | Старший сын и преемник Акиты Санэсуэ |

- Род Мацудайра (Мито), 1682—1871 (симпан-даймё)

| №  | Имя               | Имя       | Годы правления         | Годы жизни  | Примечания                                                |
| -- | ----------------- | --------- | ---------------------- | ----------- | --------------------------------------------------------- |
| 1  | Мацудайра Ёрикацу | 松平頼雄  | 1682 — 1697            | 1630 — 1697 | Седьмой сын Токугавы Ёрифуса                              |
| 2  | Мацудайра Ёримити | 松平頼道  | 1697 — 1721            | 1657 — 1721 | Племянник и преемник Мацудайры Ёрикацу                    |
| 3  | Мацудайра Ёринори | 松平頼慶  | 1721 — 1742            | 1679 — 1742 | Старший сын Мацудайры Ёримити                             |
| 4  | Мацудайра Ёрита   | 松平頼多  | 1742 — 1766            | 1723 — 1766 | Старший сын Мацудайры Ёринори                             |
| 5  | Мацудайра Ёрисукэ | 松平頼救  | 1766 — 1802            | 1756 — 1830 | Шестой сын Токугавы Мунэмото, усыновлён Мацудайрой Ёритой |
| 6  | Мацудайра Ёриюки  | 松平頼敬  | 1802 — 1807            | 1787 — 1807 | Старший сын Мацудайры Ёрисукэ                             |
| 7  | Мацудайра Ёриката | 松平頼筠  | 1807 — 1839            | 1801 — 1839 | Четвёртый сын Токугавы Харутоси                           |
| 8  | Мацудайра Ёритака | 松平頼位  | 1839 — 1846            | 1810 — 1886 | Четвертый сын 5-го даймё Мацудайры Ёрисукэ                |
| 9  | Мацудайра Ёринори | 松平 頼徳 | 1846 — 1864            | 1831 — 1864 | Старший сын Мацудайры Ёритаки                             |
| 10 | Мацудайра Ёритака | 松平頼位  | 1868 — 1871 (вторично) | 1810 — 1886 | Четвертый сын 5-го даймё Мацудайры Ёрисукэ                |